# Alfred Tonello
Alfred ("Sigisfredo") Tonello (Paris, 11 de março de 1929 — Bondy, 21 de dezembro de 1996) foi um ciclista olímpico francês, que competiu como profissional entre 1953 e 1958. Tonello representou seu país nos Jogos Olímpicos de Verão de 1952, conquistando uma medalha de bronze.